# 本吉勇
本吉 勇（もとよし いさむ）は、日本の心理学者。東京大学大学院総合文化研究科教授。博士（文学）（東北大学）。

## 人物・経歴
東北大学大学院文学研究科にて修士（文学）および博士（文学）の学位を取得。主査仁平義明。1999年にNTTコミュニケーション科学基礎研究所リサーチ・アソシエイトとなり、NTTコミュニケーション科学基礎研究所人間情報研究部主任研究員などとして、視覚認知に関する研究に従事した。この間、2001年から2004年には日本学術振興会特別研究員、2002年から2003年にはマギル大学眼科学部視覚研究ユニットに客員研究員として在籍した。また、2006年から2012年にかけては東京工業大学大学院総合理工学研究科連携准教授を兼任した。2013年に東京大学大学院総合文化研究科准教授に着任し、2020年より同研究科教授。日本基礎心理学会においては、「基礎心理学研究」編集委員長、常務理事を務め、 Vision Researchの Editorial Board Member なども歴任。専門は実験心理学。

## 受賞
- 2000年: 日本基礎心理学会 2000年度優秀発表賞[6]
- 2001年: 日本基礎心理学会 2001年度優秀発表賞[6]
- 2007年: 日本心理学会国際賞奨励賞[6]
- 2008年: McGill-Japan Award（マギル大学）[6]
- 他、受賞多数[6]